# Cubitalia donatica
Cubitalia donatica är en biart som först beskrevs av Sitdikov 1988.  Cubitalia donatica ingår i släktet Cubitalia och familjen långtungebin. Inga underarter finns listade i Catalogue of Life.